# Yelena Kotulskaya
Elena Kotulskaya (Rusia, 8 de agosto de 1988) es una atleta rusa especializada en la prueba de 800 m, en la que consiguió ser subcampeona europea en pista cubierta en 2013.

## Carrera deportiva
En el Campeonato Europeo de Atletismo en Pista Cubierta de 2013 ganó la medalla de plata en los 800 metros, con un tiempo de 2:00.98 segundos, tras la ucraniana Nataliya Lupu y por delante de la bielorrusa Maryna Arzamasava (bronce con 2:01.21 segundos).